# Julián Vásquez
Julián Vásquez Montoya (5 settembre 1972) è un ex calciatore colombiano, di ruolo attaccante.